# Kukac (jel)
Az @ vagy @ jel (kiolvasva: kukac, kukacjel, néha „csiga”, „ormány”, „farkas á”, „bejgli” vagy at-jel) az angol at szócskát jelképező írásjel.

## Használata

A kukac jel Arial betűtípussal szedve

Magyar nyelvterületen a @ jel általában csak az e-mail címekben fordul elő. Például: gipszjakab@cegnev.hu. E használata miatt az internet egyik jelképévé vált. Magyarország európai uniós tagságának kezdetétől a KRESZ-táblákon ez jelzi a közösségi internetelérési pontokat az országban.
A kukac a Unicode, a Benecode és az ASCII 64-es (vagy 0x40) karakterének felel meg. Távírókódja .
Fórumok, blogok, és a Twitter hozzászólásaiban az @ jelet arra is használják a tagok, hogy hozzászólásukat vagy annak részét, az @ jellel (és azt követve mondandójuk célzottjának nevével) egy másik felhasználónak címezzék. Ez történhet válaszként egy másik felhasználó korábbi hozzászólásra, de címezhet mondandót egy addig meg nem szólított felhasználónak is. Például: @gipszjakab: Igazad van.

## Története

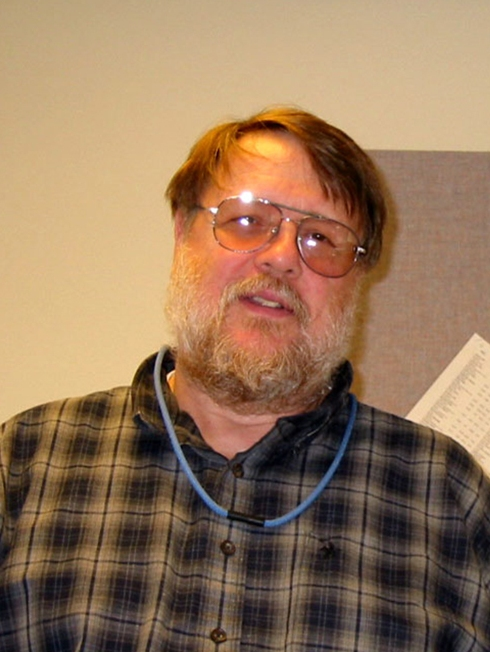
Ray Tomlinson

A @ jel egy nagyon régi ligatúra, eredetét illetően több teória is létezik. Az egyik elterjedt nézet szerint középkori kódexmásoló szerzetesek rövidítési törekvésének köszönhetően alakult ki, akik a latin ad elöljárót rövidítették eképpen. Más nézetek szerint származhat a francia à betűből, melyet a toll felemelése nélkül leírva hasonló formára jutunk, vagy az each at rövidítéséből, amely egy a betűt körülölelő e.
Az első dokumentált használatára 1536-ban került sor, egy firenzei kereskedő, Francesco Lapi levelében az amforát, mint mértékegységet rövidítette így. Ugyanakkor a @ jel egy régi spanyol súlymértékegységet, az arrobát is jelöli, amely bizonyos országokban a mai napig használatban van.
A @ jel használatát az e-mail címben a felhasználó nevének, illetve számítógépe azonosítójának elválasztására, Ray Tomlinson 1972-ben vetette fel. Korai e-mail programjai, az SNDMSG és a READMAIL, nagyon fontos lépések voltak a mai e-mail forma kialakulásában.

## A köznyelvben
- magyar: kukac
- azeri: ət (æт, mint az angolban)
- belarusz: вітка, вітушка (csiga)
- bolgár: кльомба v. маймунско (majom)
- cseh, szlovák: zavináč (ringli)
- dán, svéd: snabel-a (ormány)
- francia: arobase
- héber: שטרודל (strudel, rétes)
- holland: apenstaartje (majomfarok)
- kazak: айқұлақ (holdfül)
- kínai: 艾特 (àitè)
- lengyel: małpa (majom)
- német: At, Affenschwanz (majomfarok), Affenohr (majomfül), Affenschaukel (majomhinta)
- norvég: krøllalfa (fürt)
- orosz, ukrán: собака (kutya)
- örmény: կապիկ (majom) vagy շնիկ (kutya)
- olasz: chiocciola (csiga)
- román: coadă de maimuță (majomfarok)
- spanyol, portugál: arroba